# Mitone
En la mitología griega, Mitone era un príncipe de la isla de Lesbos hijo del dios Poseidón y de Mitilene, la hija del rey Macareo.
A él, al igual que a su madre, se le atribuye la fundación de la ciudad de Mitilene, que llegaría a ser la capital de la isla. Es mencionado por Esteban de Bizancio, que también añade que otros creían que el nombre de la ciudad debía atribuirse a otro personaje llamado Mitile.